# خرفار دافياسي
خرفار دافياسي (الاسم العلمي:Phalaris daviesii) هو نوع نباتي يتبع جنس الخرفار من فصيلة النجيلية.